# ダイニチ (水産業)
株式会社ダイニチは、愛媛県宇和島市寄松に本社を置く水産会社。

## 概要
1973年に愛媛県宇和島市で養殖事業者向けに飼料・資材を販売する飼料事業を祖業として設立。現在では、真鯛・ブリ類を中心とした養殖魚の販売を行う水産事業、真鯛・ブリ類・クロマグロ等の自社養殖事業も手掛けている。2020年6月には株式会社内海水産と共にマダイ養殖では世界初となるASC（水産養殖管理協議会）の国際認証取得した。
2024年11月に食料品卸売会社のマルイチ産商が株式を取得し、同社の子会社となった。

## 事業所
- 本社・事業本部 - 愛媛県宇和島市寄松甲1385番地
- 和歌山営業所・海南シーフードセンター - 和歌山県海南市冷水325番地15
- 東京事業所 - 東京都大田区東海3丁目2番8号 水産棟2F
- 八戸工場 - 青森県八戸市白銀町字洲賀端75番地1
- 愛南事業所 - 愛媛県南宇和郡愛南町御荘平城1番地7

## 沿革
- 1982年3月 - 有限会社ダイニチ設立。モイストペレット（MP）研究開始。固定飼料の販売開始。
- 1984年4月 - MPの販売開始。
- 1988年10月 - 冷凍飼料（生餌）の販売開始。
- 1989年7月 - 活魚の仕入・販売開始。
- 1990年4月 - 稚魚の仕入・販売開始。
- 1991年5月 - 東宇和郡宇和町(現：西予市宇和町)に宇和物流センターを開設、飼料冷蔵庫を設置。本店を宇和島市丸穂に移転。
- 1992年
  - 4月 - 株式会社に組織変更。
  - 7月 - 医薬品販売業の許可を取得、水産薬・栄養剤の販売開始。
- 1995年3月 - 宇和島市寄松に事業本部を開設、MP工場を併設。
- 1996年
  - 4月 - 固定飼料の輸入（カナダ）を開始。
  - 10月 - 宇和島市寄松に物流業務の請負を行う株式会社ダイニチラインを設立。
- 1997年
  - 5月 - 魚粉の輸入（チリ・ペルー）を開始。
  - 10月 - プラスチック生簀の輸入（オーストラリア）を開始。
- 1999年8月 - 南営業所（南宇和郡御荘町、現:愛南町）に冷蔵庫及び倉庫を新設。
- 2001年1月 - 東京都中央区築地に東京営業所を開設。
- 2003年7月 - 和歌山県海南市に鮮魚及び鮮魚加工品の出荷拠点として、海南シーフードセンターを開設。
- 2005年12月 - 真鯛の深海養殖技術の特許を取得。
- 2006年7月 - 海南シーフードセンターにて、対米HACCP認定取得。
- 2007年9月 - 宇和島市戸島沖漁場にて、養殖本マグロの生産を開始。
- 2008年
  - 6月 - 食用魚介類・水産加工物の商標「八十八（）」を登録。
  - 10月 - 南宇和郡愛南町に冷凍鮮魚加工場を建設、南営業所を廃止し愛南事業所として統合。
- 2011年
  - 5月 - 宇和島市寄松に株式会社内海水産を設立、海面魚類養殖（漁場は南宇和郡愛南町）を開始。
  - 11月 - 東京都大田市場内の仲卸、有限会社伊勢金商店を完全子会社化。
- 2013年11月 - 青森県八戸市にイカ内臓溶解液の生産を行う八戸工場を開設。
- 2014年7月 - マグロ及びマグロ加工水産物の商標「媛まぐろ」を登録。
- 2015年
  - 1月 - 東京都大田区（大田市場内）に東京営業所を移転し、旧東京営業所を京浜島活魚センターに名称変更。
  - 5月 - 海南シーフードセンターにて、対EU HACCP認定取得。
  - 7月 - 株式会社オンスイ、三井物産株式会社との共同出資により、養殖魚の加工販売を行う株式会社宇和島海道を設立[4]。
- 2020年
  - 6月 - 株式会社内海水産と共にマダイ養殖では世界初となるASCの国際認証取得。
  - 8月 - 海南シーフードセンター ・ 伊勢金商店 ・ 京浜島活魚センターにて、CoC認証取得。
  - 10月 - 本店を宇和島市寄松に移転。
- 2022年
  - 3月 - MEL認証取得（マダイ）。
  - 10月 - 海南シーフードセンターにて、ISO22000認定取得。
  - 12月 - 鮪養殖事業の拡張を目的とし、宇和島市寄松に株式会社とじまかしまFarmを設立。
- 2023年
  - 2月 - MEL認証取得（ブリ）。
  - 12月 - 静岡県沼津市の養殖事業者、株式会社マルセイ水産に出資[5]。
- 2024年11月 - マルイチ産商の子会社となる。

## グループ会社
- 有限会社伊勢金商店（水産加工品の製造）
- 株式会社内海水産（真鯛等、水産物の養殖）
- 株式会社宇和島海道（水産冷凍加工品の製造）
- 株式会社ダイニチライン（活魚の運搬）
- 株式会社とじまかしまFarm（鮪の養殖）
- 株式会社マルセイ水産（真鯛等、水産物の養殖）